# Naïeve verzamelingenleer
De naïeve verzamelingenleer is een van een aantal theorieën over verzamelingen, die worden gebruikt in de discussie over de grondslagen van de wiskunde. De informele inhoud van de naïeve verzamelingenleer ondersteunt zowel aspecten van wiskundige verzameling, die vertrouwd zijn uit de discrete wiskunde met bijvoorbeeld venndiagrammen en symbolische redeneringen over hun booleaanse algebra, alsook het dagelijks gebruik van concepten uit de verzamelingenleer in het grootste deel van de hedendaagse wiskunde.
Verzamelingen zijn van groot belang in wiskunde. De meeste wiskundige objecten zoals getallen, relaties en functies worden in moderne formele verhandelingen gedefinieerd in termen van verzamelingen. De naïeve verzamelingenleer kan worden gezien als een opstap naar meer formele behandelingen, maar zal voor vele doeleinden volstaan.
Door de russellparadox bleek in het begin van de 20e eeuw dat een onbegrensd gebruik van verzamelingen tot een tegenspraak kan leiden. In het bijzonder bleek dat een tegenspraak kon worden afgeleid uit het axioma dat er voor elke eigenschap een verzameling bestaat die precies die objecten bevat, die de eigenschap hebben. De verzameling van alle verzamelingen bleek ook geen houdbaar begrip. De naïeve verzamelingenleer bleek dus inconsistent te zijn. Sindsdien zijn er verschillende theorieën voor de verzamelingenleer opgesteld, waarvoor de axioma's zo worden gekozen, dat zij bijvoorbeeld de russellparadox vermijden. Dit deel van de wiskunde heet de axiomatische verzamelingenleer.